# Taylor (Schiff, 1942)
Die Taylor, (DD-468) war ein Zerstörer der US Marine und gehörte zur Fletcher-Klasse. Sie nahm am Zweiten Weltkrieg teil und war der erste Zerstörer, der nach dem Kriegsende in japanischen Gewässern vor Anker ging. Nachdem sie zeitweilig außer Dienst gestellt worden war, nahm sie am Korea- und am Vietnamkrieg teil. 1969 wurde sie an die italienische Marine übergeben, die sie bis 1971 als NMM Lanciere (D-560) in Fahrt hielt. Anschließend wurde sie als Ersatzteilspender für ihre Schwesterschiffe ausgeschlachtet.

## Namensgeber
Rear Admiral William Rogers Taylor (1811–1889) war Offizier der United States Navy. Er nahm am Mexikanisch-Amerikanischen Krieg und am Amerikanischen Bürgerkrieg auf Seiten der Union teil.

## Technik

### Rumpf und Antrieb
Der Rumpf der Taylor war 114,7 m lang und 12,2 m breit. Der Tiefgang betrug 5,4 m, die Verdrängung 2.100 Tonnen. Der Antrieb des Schiffs erfolgte durch zwei Dampfturbinen von General Electric, der Dampf wurde in vier Kesseln von Babcock & Wilcox erzeugt. Die Leistung betrug 60.000 Wellen-PS, die Höchstgeschwindigkeit lag bei 35 Knoten.

### Bewaffnung und Elektronik
Hauptbewaffnung der Taylor waren bei Indienststellung ihre fünf 5-Zoll/127-mm-Mark.30-Einzeltürme. Dazu kamen diverse Flugabwehrkanonen, die im Laufe des Krieges immer weiter verstärkt wurde. 1948/49 wurde das Schiff dann zum U-Jagdzerstörer umgebaut und erhielt verstärkte Anti-U-Boot-Bewaffnung, unter anderem einen Mk.108-U-Jagdraketenwerfer vor der Brücke.
Die Taylor war mit Radar ausgerüstet. Am Mast über der Brücke waren ein SG- und ein SC-Radar montiert, mit denen Flugzeuge auf Entfernungen zwischen 15 und 30 Seemeilen und Schiffe in Entfernungen zwischen 10 und 22 Seemeilen geortet werden konnten.

## Geschichte
Die Taylor wurde am 28. August 1941 bei Bath Iron Works auf Kiel gelegt und lief am 7. Juni 1942 vom Stapel. Taufpatin war H. A. Baldridge. Am 28. August 1942 wurde das Schiff unter dem Kommando von Lieutenant Commander Benjamin Katz in Dienst gestellt.

### 1942
Die Taylor wurde der Atlantikflotte zugeteilt. Nach ihrer Erprobungsfahrt fuhr sie bis Mitte November als Einheit des Destroyer Squadron (DesRon) 20 im Geleitdienst entlang der Ostküste. Anschließend eskortierte sie einen Konvoi nach Casablanca. Anfang Dezember kehrte sie nach Norfolk zurück und blieb dort bis Mitte Dezember. Am 17. Dezember verlegte der Zerstörer zusammen mit der Task Force (TF) 13 in den Pazifik.

### 1943
Am 20. Januar 1943 erreichte die Taylor Nouméa, Neukaledonien. Von Nouméa fuhr der Zerstörer weiter nach Efate, Neue Hebriden, wo sie am 26. Januar ankam. Die Taylor wurde der Destroyer Division (DesDiv) 41 des DesRon 21 zugeteilt. Diese stellte vier der acht Zerstörer, die zum Schutz der TF 18, einem aus drei Schweren Kreuzern, drei Leichten Kreuzern und zwei Geleitflugzeugträgern bestehenden Verbands, eingesetzt wurden. Am 27. Februar verließ Task Force 18 die Insel. TF 18 hatte die Aufgabe, einen Schiffsverband mit Nachschub und Verstärkungen für Guadalcanal zu treffen und zur Insel zu geleiten. Meldungen des Marinenachrichtendienstes, wonach die Japaner einen Verband mit großen Mengen an Nachschubgütern nach Guadalcanal brächten, erwiesen sich als falsch. Statt die Truppen zu verstärken, wurden die Schiffe zur Evakuierung der japanischen Soldaten eingesetzt.

#### Schlacht bei Rennell Island

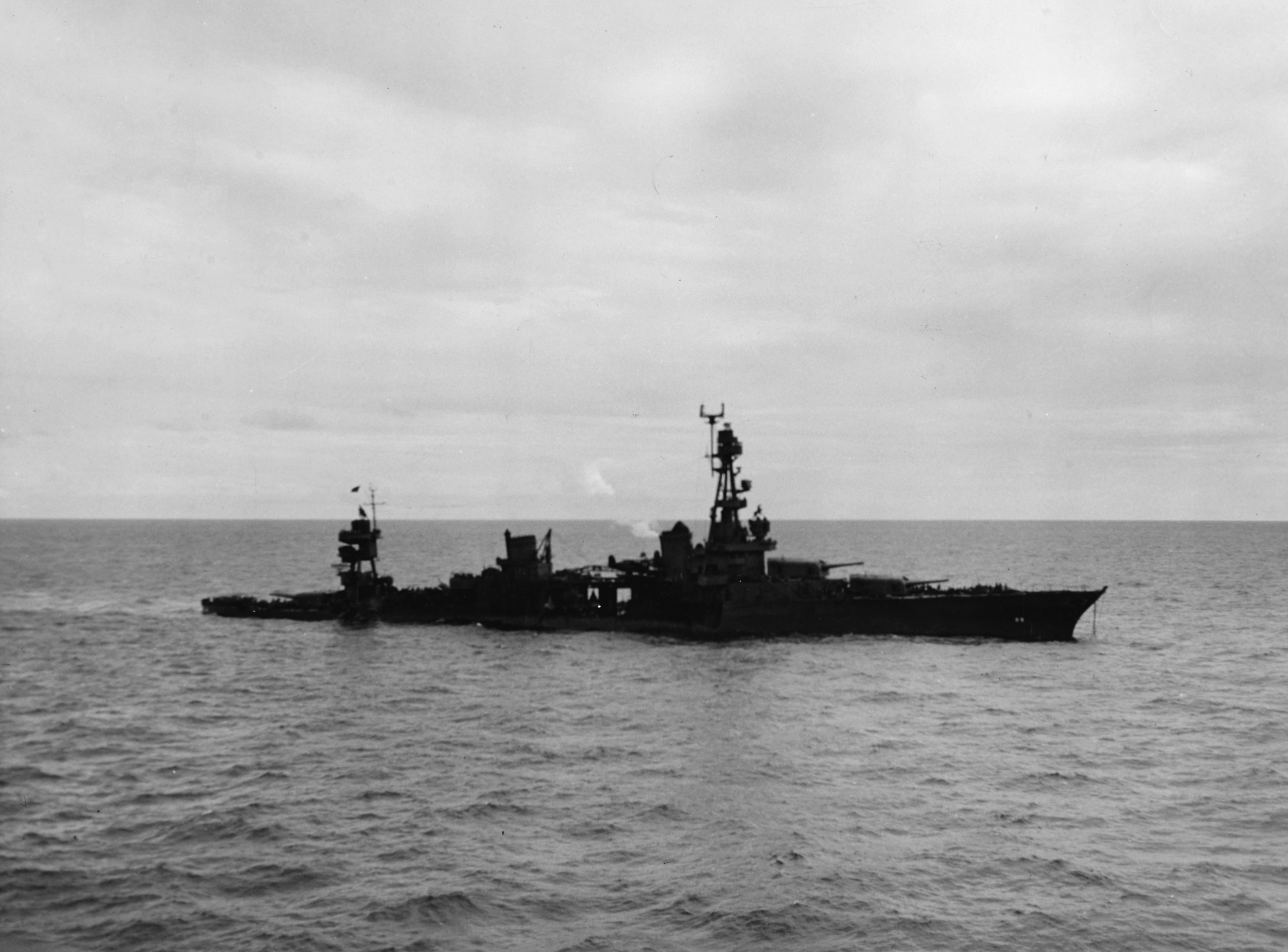
Die Chicago liegt nach der Schlacht tief im Wasser

Am 29. Januar befand sich TF 18 50 NM nördlich der Insel Rennell, als in der Abenddämmerung japanische Mitsubishi-G4M-„Betty“-Torpedobomber unbemerkt in niedriger Höhe von Osten her den Verband anflogen. Um 19:45 Uhr erhielt die Chicago einen Torpedotreffer im Vorschiff. Durch den Treffer fielen drei ihrer vier Antriebswellen aus. Durch einen zweiten Torpedotreffer liefen Kesselraum #3 und der vordere Maschinenraum voll Wasser. Die Chicago blieb antriebslos liegen. Die Taylor schützte die restlichen Schiffe des Verbandes, als diese aus der Reichweite der Flugzeuge liefen.
Nach dem Ende des Angriffs nahm die Louisville den angeschlagenen Kreuzer in Schlepp und am frühen Morgen des 30. Januar 1943 war der Verband mit einer Geschwindigkeit von vier Knoten auf dem Weg nach Espiritu Santo. Kurz nachdem die Louisville die Schlepptrosse an den Schlepper Navajo übergeben hatte, wurden zwölf „Betties“ südlich New Georgia mit Kurs auf Rennell gemeldet. Die Chicago erhielt zwei weitere Torpedotreffer und wurde kurze Zeit später von der Besatzung verlassen. Um 16:44 Uhr sank sie über das Heck. Während des Angriffes wurde auch die La Vallette beschädigt und verließ im Schlepp der Navajo das Gebiet. Die Schlacht bei Rennell Island verzögerte den geordneten Rückzug der japanischen Truppen von Guadalcanal und erlaubte es, die amerikanischen Truppen zu verstärken und die letzte Phase der Schlacht um Guadalcanal einzuleiten.

#### Februar–September 1943
Die DesRon21 wurde am 4. Februar 1943 der TF 67 zugeteilt, die kurze Zeit später in TF 18 umbenannt wurde (aus der vorherigen TF 18 wurde TF 19). In der Nacht vom 15. auf den 16. März beschoss sie zusammen mit der Nicholas, der Radford und der Strong die Vila-Stanmore Plantage auf Kolombangara. Am 26. März verließ die Taylor Espiritu Santo, um die Kanawha, die Aloe und sechs Küstenschiffe nach Guadalcanal zu eskortieren. Während die Kanawha ihre Ladung löschte, stieß die Taylor zu den Kreuzern der TF 18, die im The Slot genannten New-Georgia-Sund zwischen den Inselketten der nördlichen und südlichen Salomonen operierten. Am 7. April wurde der Zerstörer zurückbeordert, um die  Kanawha zu treffen. Kurz vor dem Eintreffen des Zerstörers in Tulagi griffen japanische Aichi D3A „Val“ die Kanawha an und erzielten mehrere Bombentreffer. Die Taylor verließ mit 30 Knoten Fahrt das Gebiet des Ironbottom Sound durch den Sealark Chanal und beanspruchte die Zerstörung von drei feindlichen Flugzeugen und die Beschädigung von zwei weiteren. Bis zum 20. April 1943 eskortierte die Taylor Konvois zwischen den Salomonen und Espiritu Santo und kehrte anschließend zur TF 18 zurück. Nach einer kurzen Überholung begleitete der Zerstörer die Kreuzer bei der Deckung der Verminung im Golf von Vella zwischen Vella Lavella und Kolombangara. Zwischen dem 11. und dem 14. Mai unterstützte das Schiff die Beschießung von Vila auf Kolombangara, Enogai Inlet und Bairoko Harbor.
Die Taylor verließ am 25. Mai zusammen mit der Munargo Espiritu Santo und eskortierte sie bis zum 180. Längengrad. Am 30. Mai kehrte sie wieder nach Espiritu Santo zurück. Am 10. Juni eskortierte sie einen Konvoi mit Truppentransportern nach Guadalcanal, als der Geleitzug südlich San Cristobal von japanischen Flugzeugen angegriffen wurde. Nach der Reparatur der erlittenen Beschädigungen gehörte die Taylor zum U-Boot-Abwehr-Schirms des Geleitflugzeugträgers Sangamon. Am 6. Juli nahm sie Kurs auf Tulagi und wurde der TF 31 zugeteilt. Am 11. und 12. Juli deckte der Zerstörer die Landungen bei Rice Anchorage am Kula-Golf. Am Morgen des 12. Juli griff sie ein japanisches U-Boot vom Typ RO an und beschädigte es, konnte aber keinen Beweis einer Versenkung finden. Am Nachmittag wurde die Taylor zeitweilig der TF 18 zugewiesen, um einen japanischen Verband abzufangen. Die Flottenverbände trafen am Abend in der Schlacht bei Kolombangara aufeinander. Die Taylor und die anderen Zerstörer schossen ihre Torpedos auf die feindlichen Schiffe und setzten anschließend ihre Artillerie ein. Der japanische Kreuzer Jintsū wurde von einem Torpedo getroffen und brach in zwei Teile. Der Kommandeur des japanischen Verbandes Konteradmiral Izaki Shunji ging mit seinem Flaggschiff unter.
Die Taylor kehrte anschließend wieder zur TF 31 zurück und führte die Unterstützung der Landungen in den Salomonen fort. In der Nacht vom 15. auf den 16. Juli nahm sie Überlebende des in der Schlacht im Kula-Golf versenkten Kreuzers Helena, die sich auf Vella Lavella gerettet hatten, auf. Die Taylor unterstützte die Landungen bei Enogai Inlet in der Nacht vom 23. auf den 24. Juli und beschoss Ziele in Bairoko Harbor. Am nächsten Morgen setzte sie ihre Artillerie gegen japanische Stellungen in der Umgebung von Munda auf New Georgia ein. Die Taylor verließ Guadalcanal am 30. Juli, um einen aus Truppentransportern bestehenden Konvoi nach Neukaledonien zu begleiten. Während der Fahrt wurde sie nach Nouméa beordert und erhielt den Befehl, sich der TF 37 bei Efate anzuschließen.

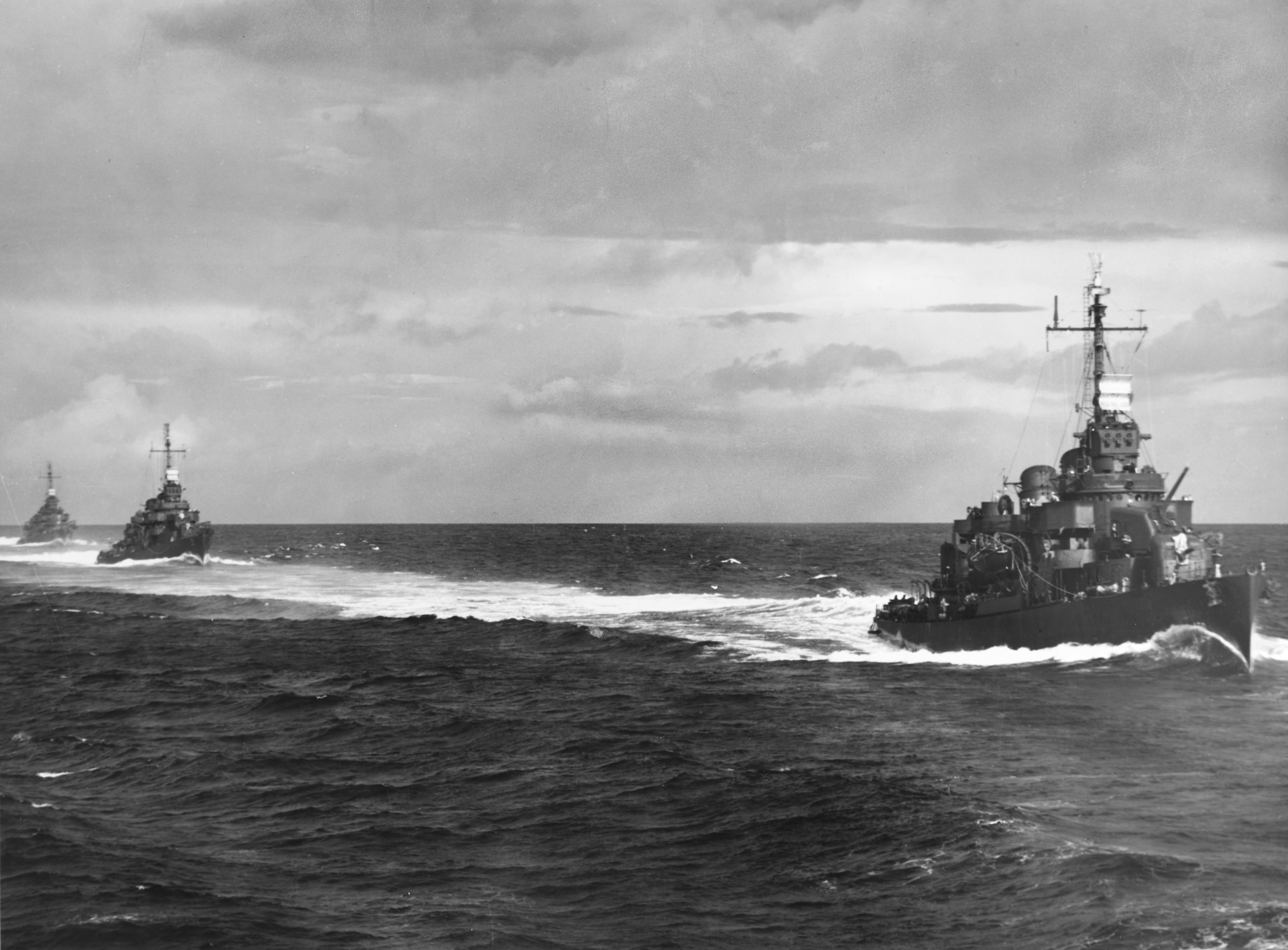
O'Bannon, Chevalier und Taylor (hinten) am 15. August 1943

Am 11. August wurde die Taylor zusammen mit ihren Schwesterschiffen Nicholas, O'Bannon und Chevalier zurück nach Guadalcanal befohlen. Die Zerstörer gehörten erneut der TF 31 an, welche die Landung von US Marines auf Vella Lavella am 15. August unterstützte. Zwei Tage später liefen die Zerstörer nach Horaniu, um einen aus insgesamt 20 Landungsbooten und Hilfsschiffen bestehenden japanischen Verband, der von vier Zerstörern begleitet wurde, abzufangen. In der Schlacht vor Horaniu, die auf große Entfernung geführt wurde, erzielten die amerikanischen Schiffe mehrere Treffer auf dem Zerstörer Hamakaze, die zu leichten Beschädigungen führten. Nach verschiedenen Einsätzen im Seegebiet um Vella Lavella verließ die Taylor am 28. August Guadalcanal und die Salomonen, um die Titania nach Nouméa zu eskortieren. Nach einem anschließenden zehntägigen Aufenthalt in Sydney eskortierte der Zerstörer Truppentransporter von Nouméa nach Guadalcanal.

#### Schlacht bei Vella Lavella
In der Nacht vom 6. auf den 7. Oktober 1943 erhielten Taylor, Ralph Talbot sowie die La Valette den Befehl, die O’Bannon, Selfridge und die Chevalier zu verstärken, die auf einen aus neun japanischen Zerstörern, einigen Lastkähnen und Versorgungsschiffen bestehenden Verband operierten. Gegen 22:30 Uhr wurde der Verband gesichtet. Ohne auf die Verstärkung zu warten, wurde das Feuer auf die japanischen Zerstörer eröffnet. Der japanische Zerstörer Yūgumo wurde von Torpedos getroffen und blieb manövrierunfähig liegen. Ein Torpedo der Yūgumo traf die Chevalier, wodurch ihrer vordere Munitionskammer explodierte. Die O'Bannon konnte dem getroffenen Zerstörer nicht mehr ausweichen und rammte das Heck. Beide Schiffe bleiben eine Zeitlang ineinander verkeilt. Ein weiterer Torpedo traf die Selfridge und riss ihren Bug hinter dem ersten Geschützturm ab. Die Zerstörer der zweiten Gruppe waren noch 15 Minuten entfernt und die japanischen Schiffe entfernten sich. Taylor ging längsseits der Selfridge und übernahm einen Großteil der Besatzung. Eine Kernbesatzung blieb an Bord der Selfridge und konnte das Schiff schwimmfähig halten. Die beiden beschädigten Zerstörer wurden von der Taylor zurück nach Purvis Bay begleitet. Die Chavalier war nicht zu retten und wurde gegen 3:00 Uhr von der La Valette versenkt. Die Evakuierung japanischer Truppen von Vella Lavella konnte erfolgreich abgeschlossen werden, jedoch verloren die Japaner die Yūgumo durch einen weiteren Torpedotreffer. Die Schlacht bei Vella Lavella gilt als der letzte japanische Sieg in einer Seeschlacht des Zweiten Weltkrieges.

#### Oktober–Dezember
Am 17. Oktober 1943 verließen die Taylor und die anderen Zerstörer der DesDiv 41 die Salomonen und eskortierten Truppentransporter nach Efate, wo die Zerstörer der TF 37 zugeteilt wurden. Zwischen dem 23. und dem 26. Oktober eskortierte die Taylor die Lassen nach Nouméa und die Aldebaran zurück nach Efate. DesDiv 41 wurde am 31. Oktober zur Vorbereitung der Eroberung der Gilbertinseln der Task Group (TG) 50.1, die im Kern aus den Flugzeugträgern Lexington, Yorktown und Cowpens bestand, zugewiesen.
Die Taylor schützte die TG 50.1 während der Angriffe auf Jaluit und Mili Anfang November. Während der Landungen auf den Gilbert-Inseln wurde sie zur Flug- und U-Boot-Abwehr eingesetzt. Anschließend begleitete sie die Flugzeugträger während der Angriffe auf die Marshallinseln. Am 4. Dezember konnte sie zusammen mit der La Vallette und San Francisco zwei von vier angreifenden Nakajima B5N „Kate“ abschießen. Die Taylor fuhr zur Überholung nach San Francisco, wo sie am 16. Dezember ankam.

### 1944
Nach dem Abschluss der Arbeiten stach sie am 1. Februar wieder in See und lief über Pearl Harbor zurück in den Westpazifik. Am 18. Februar erreichte sie Kwajalein. Sie eskortierte einen Konvoi nach Eniwetok, wo sie ab 29. Februar zum Schirm der Flugzeugträger Coral Sea und Corregidor gehörte. Am gleichen Tag verließ der Verband Eniwetok und erreichte Pearl Harbor am 3. März. Nach zwölf Tagen lief Taylor aus Pearl Harbor aus und eskortierte Sangamon, Suwannee, Chenango und Santee nach Purvis Bay. Am 5. April fuhr sie in die Milne Bay ein, um zeitweilig zur 7. Flotte zu gehören. Am 8. April lief sie nach Cape Sudest, Neuguinea, wo sie sich der TF 77 anschloss, welche die Landung in der Humboldt Bay durchführte. Am 24. April eskortierte sie einen Konvoi zurück nach Cape Sudest. Von dort verlegte sie nach Morobe Bay, wo sie den Rest des Monats in Bereitschaft längsseits der Dobbin lag. Während der ersten Maiwoche brachte sie einen Konvoi von Kap Cretin auf dem ehemaligen Kaiser-Wilhelms-Land nach Hollandia. Sie kehrte nach Kap Cretin zurück und eskortierte einen aus LST bestehenden Konvoi zu den Russell-Inseln. Am 13. Mai meldete sich der Zerstörer bei der 3. Flotte zurück und geleitete einen weiteren Konvoi nach Neukaledonien. Taylor und die anderen Schiffe der DesDiv 41 erreichten ihren neuen Stützpunkt, Blanche Harbor auf den Treasury-Inseln am 27. Mai. Während ihre Schwesterschiffe in der Nacht vom 28. auf den 29. Mai japanische Geschützstellungen auf New Ireland beschossen, patrouillierte die Taylor vor der Küste.
Bis Mitte Juni waren die Zerstörer der DesDiv 41 zur U-Boot-Abwehr eingesetzt. Am 10. Juni warf Taylor Wasserbomben auf ein U-Boot und zwang es zum Auftauchen. Sie beschädigte das U-Boot durch Beschuss mit den 5"- und 40-mm-Geschützen. Das U-Boot tauchte erneut ab und nach zwei weiteren Angriffen mit Wasserbomben wurde es als mögliche Versenkung gewertet.
Am 5. August wurde sie wieder der 7. Flotte unterstellt und nahm am 6. September an Übungen teil, welche die Beschießung der Umgebung von Aitape und Landungen in der Moffin Bay beinhalteten. Die Übungen dienten zur Vorbereitung der Landungen auf Morotai am 15. September 1944. Den restlichen Monat wurde sie Jägerleitschiff sowie als Einheit des Flug- und U-Bootabwehrschirms des Verbands eingesetzt.
USS Taylor eskortierte bis Mitte Oktober Konvois zum Landungsgebiet. Zwischen dem 18. und dem 24. Oktober schützte sie den zweiten Konvoi mit Verstärkungen für die Landung auf Leyte. Am 27. und 28. Oktober gehörte sie zum Schirm der TG 77.1 und rettete einen abgeschossenen Piloten der Enterprise sowie ein Besatzungsmitglied der Petrof Bay aus Seenot. Sie wurde der TG 77.2 am 29. Oktober unterstellt und verließ den Golf von Leyte. Nach Aufenthalten in Seeadlerhafen auf Ulithi und in Kossol Roads kehrte sie am 16. November wieder in den Golf von Leyte zurück, um bis zum 29. November den Osteingang der Straße von Surigao zu überwachen. Am 29. November kam es zu einem schweren Luftangriff mit Kamikaze und Sturzkampfbombern. Taylor beanspruchte den Abschuss eines Flugzeuges. Sie verließ erneut den Golf von Leyte, um für nahezu einen Monat in Seeadlerhafen stationiert zu sein und kehrte am 28. Dezember 1944 zur Vorbereitung der Landung auf Luzon in den Golf von Leyte zurück.

### 1945
Taylor verließ am 4. Januar 1945 den Golf von Leyte und nahm als Geleitschutz für die Kreuzer Kurs auf Luzon. Am 5. Januar versenkte sie ein japanisches Kleinst-U-Boot, das zwei Torpedos auf den Verband abgeschossen hatte, durch Rammstoß. Im Golf von Lingayen sowie während der Landungsoperation wurden die Zerstörer Ziel mehrerer Luftangriffe, bei denen Taylor am Abschuss von zwei Flugzeugen beteiligt war. Bis Ende Januar schützte sie die Kreuzer und Geleitflugzeugträger westlich von Luzon.
Anfang Februar bis Mitte Juni war die Taylor in der Subic-Bucht stationiert. Zwischen dem 13. und 18. Februar nahm sie an der Beschießung von Corregidor und Zielen auf Luzon teil. Während der Rückeroberung von Zamboanga auf Mindanao beschoss der Zerstörer Anfang März japanische Küstenstellungen. Am 26. März nahm die Taylor zusammen mit Boise, Phoenix, Fletcher, Nicholas, Jenkins und Abbot an der Beschießung von Zielen auf Cebu zur Vorbereitung der Landung teil. Ende März verließ die Taylor die Philippinen und lief mit Boise, Phoenix, dem australischen Kreuzer Hobart sowie dem australischen Zerstörer Warramunga und Nicholas, O'Bannon, Fletcher sowie Jenkins aus, um die Landungen im Nordosten Borneos zu unterstützen. Während der Fahrt nahm sie fünf Japaner gefangen, die auf einem Floß versuchten, von Tawi-Tawi zu entkommen. Am 27. April erreichte der Verband das Einsatzgebiet vor Tarakan, wo die Schiffe mit ihrer Artillerie die Landung vorbereiteten.
Am 3. Mai verließ Taylor das Gebiet und nahm wieder Kurs auf die Philippinen, wo sie bis Ende Mai verblieb. Ab Mitte Juni gehörte der Zerstörer erneut zur 3. Flotte und schützte die Flugzeugträger südlich Okinawa während der Luftangriffe auf Sakishima Gunto. Anschließend gehörte sie der TG 30.8, des logistischen Verbandes der TF 38, an. Vom 3. bis zum 8. August sowie vom 13. bis zum 15. August gehörte sie zum Schirm der TG 38.4 und nahm an den letzten Offensiven gegen Japan teil. Nach der Einstellung der Feindseligkeiten patrouillierte Taylor mit den Flugzeugträgern vor Honshū.
Am 27. August befahl Admiral William Halsey, dass die Taylor zusammen mit der Nicholas und O’Bannon „aufgrund ihres tapferen Kampfes während des langen Weges vom Südpazifik bis zum Ende“ die Missouri in die Bucht von Tokio geleiten. Die Taylor war der erste amerikanische Zerstörer, der nach dem Kriegsende in japanischen Gewässern vor Anker ging. Der Zerstörer war während der Kapitulationszeremonie am 2. September 1945 anwesend und transportierte Kriegsberichtserstatter zur Zeremonie und wieder zurück.

### Nachkriegszeit
Taylor verblieb bis zum 10. Oktober in Fernost und nahm anschließend Kurs auf San Francisco, wo sie am 1. November einlief. Am 31. Mai 1946 wurde sie außer Dienst gestellt und der Reserveflotte in San Diego zugewiesen, in der sie bis Mai 1950 verbleib. Am 9. Mai 1950 verlegte Taylor nach San Francisco, wo sie zum Geleitzerstörer umgebaut wurde. Während des Umbaus wurde sie am 2. Januar zu DDE-468 umklassifiziert. Am 3. Dezember wurde der Zerstörer unter dem Kommando von Commander Sheldon H. Kinney erneut in Dienst gestellt und nach Abschluss der Erprobungsfahrt nach Pearl Harbor verlegt, wo sie am 30. März 1951 eintraf.

### Koreakrieg
Zwei Monate später nahm Taylor Kurs auf Korea. Ab 16. Juni gehörte sie zur TF 77 und schützte die Flugzeugträger vor der koreanischen Küste und beschoss nordkoreanische Stellungen entlang der Küste. In der zweiten Juliwoche nahm sie zur Instandsetzung Kurs auf Yokosuka, um anschließend mehrere Wochen als Hunter-Killer zu operieren. Am 1. August 1951 kehrte Taylor wieder zur TF 77 zurück und nahm an der Blockade von Wŏnsan teil. Ende des Monats lief der Zerstörer Richtung Süden, um in der Formosastraße zu patrouillieren. Sie kehrte Ende Oktober wieder nach Korea zurück und patrouillierte zusammen mit dem britischen Flugzeugträger Glory und dem Kreuzer Birmingham vor der Westküste Koreas. Am 8. Dezember lief Taylor in ihren Heimatstützpunkt Pearl Harbor ein, wo sie während der folgenden zwei Monate instand gesetzt wurde.
Sie lief am 2. Mai 1953 mit Kurs auf Korea aus und traf vor der Westküste auf die Flugflugzeugträger Bairoko und Ocean, um sie während ihrer Luftoperationen zu schützen. Unterbrochen wurde diese Aufgabe durch zwei Patrouillen entlang der feindlich besetzten Küstenlinie, um nordkoreanische Truppen von der Einnahme der von UN-Truppen gehaltenen Inseln abzuhalten. Taylor kehrte am 1. Juni nach Sasebo zurück und wurde in den folgenden elf Tagen instand gesetzt. Anschließend nahm sie Kurs auf Okinawa, um zwei Wochen lang U-Jagd-Übungen durchzuführen. Am 25. Juni lief sie in Yokosuka ein und verlegte nach kurzem Aufenthalt zur Patrouille in die Formosastraße. Nach einer zweitägigen Reparatur in Yokosuka nahm Taylor am 22. Juli 1953 Kurs auf Pearl Harbor, wo sie am 31. Juli einlief und anschließend für drei Monate zur Überholung eingedockt wurde. Während ihrer Überfahrt nach Pearl Harbor erreichte sie die Nachricht vom Waffenstillstand in Korea.

### 1954–1965
Zwischen 1954 und 1965 verlegte Taylor regelmäßig in den westlichen Pazifik und verbrachte die Zeiträume zwischen den Verlegungen in den Gewässern rund um Hawaii. Im Frühjahr und Sommer 1962 diente sie als Unterstützung während der Operation Dominic, Kernwaffentests in der oberen Atmosphäre. Am 7. August 1962 erfolgte die Rückklassifizierung zu DD-468.

### Vietnamkrieg
Taylor erreichte die Küste Vietnams am 21. März 1965 und patrouillierte dort die folgenden fünf Wochen. Sie kehrte am 13. Mai nach Pearl Harbor zurück und wurde am 6. Dezember zur Überholung eingedockt. Mitte Januar 1966 verließ sie die Werft und nahm am 7. Februar zusammen mit den anderen Zerstörern der DesDiv 111 Kurs auf den Westpazifik. Am 25. Februar verließ Taylor Yokosuka und wurde der TG 70.4, die vor der vietnamesischen Küste operierte, unterstellt. Bis Mitte März patrouillierte sie in vietnamesischen Gewässern und verlegte anschließend in die Formosastraße. Am 21. April erreichte sie Yankee Station. Außer zum Schutz der Flugzeugträger wurde sie zur Beschießung von Zielen entlang der Küste eingesetzt. Nach einem kurzen Aufenthalt in Sasebo kehrte sie zum Patrouillendienst in die Formosastraße zurück, die sie am 5. Juli 1966 verließ. Ab 7. Juli gehörte Taylor wieder zur TG 70.4 und lief am 22. Juli in Pearl Harbor ein.
Bis April 1967 versah sie ihren Dienst von Pearl Harbor aus. Am 18. April 1967 verließ sie den Stützpunkt, um sich in Fernost der 7. Flotte anzuschließen. In der ersten Junihälfte nahm sie an Übungen mit Einheiten der japanischen und südkoreanische Marine. Anschließend verlegte sie in den Golf von Tonkin, wo sie mit mehreren Unterbrechungen, zum Beispiel der Teilnahme an der SEATO-Übung Sea Dog, bis zum 12. September eingesetzt wurde. Taylor erreichte am 23. Oktober 1967 Pear Harbor und wurde dort bis zum 22. März 1968 überholt. In der ersten Aprilwoche wurde die Erprobungsfahrt durchgeführt. Die dabei festgestellten Problem mit der Maschine verzögerten ihren Einsatz bis Ende des Monats. Nach Ausbildungsfahrten verließ der Zerstörer am 5. August 1968 Pearl Harbor und nahm Kurs auf den Golf von Tonkin. Sie erreichte Yankee-Station am 21. August. Mitte Januar 1969 verließ sie die vietnamesischen Gewässer und lief am 28. Februar in Pear Harbor ein. Im Mai 1969 wurde festgestellt, dass Taylor für einen Verbleib in der Marine nicht mehr geeignet sei. Anfang Juni fuhr der Zerstörer nach San Diego und wurde dort am 3. Juni 1969 außer Dienst gestellt.

### Verbleib
Am 2. Juli 1969 wurde sie aus der Flottenliste gestrichen und an Italien übergeben, wo das Schiff als Lanciere (D-560) in Dienst gestellt wurde. Im Januar 1971 wurde sie erneut außer Dienst gestellt und aus der Flottenliste der italienischen Marine gestrichen. Der Zerstörer wurde zur Aufrechterhaltung der Einsatzfähigkeit ihrer in der italienischen Marine genutzten Schwesterschiffe kannibalisiert.

## Auszeichnungen
Taylor wurde mit 15 Battle Stars für ihre Dienste während des Zweiten Weltkriegs ausgezeichnet. Während des Koreakriegs erhielt sie zwei und im Vietnamkrieg sechs weitere Battle Stars.